# Dirk Hilbert

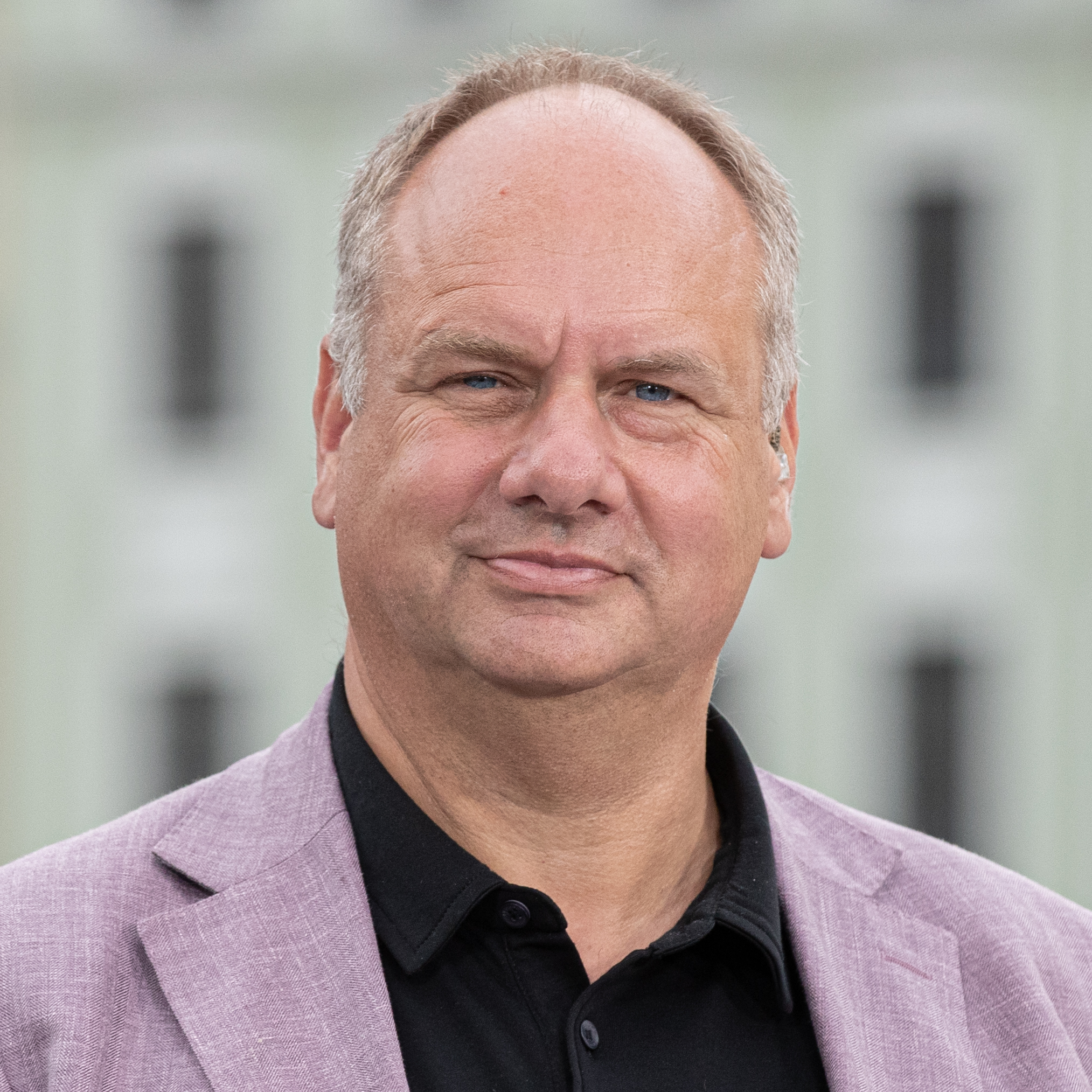
Dirk Hilbert, 2025

Dirk Hilbert (* 23. Oktober 1971 in Dresden) ist ein deutscher Kommunalpolitiker (FDP). Seit 2015 ist er Oberbürgermeister der sächsischen Landeshauptstadt Dresden.

## Lebenslauf
Hilbert besuchte die 33. Polytechnische Oberschule in Dresden. Er studierte nach der Ausbildung zum Elektronikfacharbeiter und dem Besuch des Abendgymnasiums ab 1992 Wirtschaftsingenieurwesen an der Technischen Universität Dresden und schloss 1998 mit dem Diplom ab. Neben dem Studium arbeitete er in der Marktleitung der Radebeuler Karl-May-Festtage und des Herbst- und Weinfestes, von 1997 bis 2001 war Hilbert deren Marktleiter.
Von 1998 bis 2000 arbeitete er als Vorstandsassistent beim Deutschen Zentrum für Luft- und Raumfahrt in Köln, danach im Risikomanagement beim Luftschiffunternehmen CargoLifter Development GmbH in Krausnick. Parallel dazu qualifizierte er sich 2000/01 als Projektmanagement-Fachmann (RKW/GPM).
Im September 2001 holte der neugewählte Oberbürgermeister Ingolf Roßberg (FDP) Hilbert als Beigeordneten für Wirtschaft in die Dresdner Kommunalverwaltung. Dieses Amt hatte er 14 Jahre inne. Ab Dezember 2008 war er zudem als Erster Bürgermeister Stellvertreter der Oberbürgermeisterin Helma Orosz (CDU). Von Februar 2011 bis 1. März 2012 übernahm Hilbert die Amtsgeschäfte der erkrankten Oberbürgermeisterin interimsweise und nach dem Rücktritt von Orosz im März 2015 führte Hilbert die Geschäfte der Landeshauptstadt kommissarisch.

## Oberbürgermeister von Dresden
2015 trat Hilbert als parteiunabhängiger Kandidat für das Amt des Dresdner Oberbürgermeisters an, vorgeschlagen vom Verein Unabhängige Bürger für Dresden e. V. Bereits im ersten Wahlgang wurde er von den Freien Wählern unterstützt. Während des Wahlkampfes ruhte seine FDP-Mitgliedschaft. Mit 31,7 % der Stimmen kam er auf den zweiten Platz hinter der sächsischen Wissenschaftsministerin Eva-Maria Stange (SPD) mit 36,0 %, aber noch vor Markus Ulbig von der bisher regierenden CDU. Nach dem ersten Wahlgang schieden die Kandidaten von CDU und AfD sowie Tatjana Festerling (Pegida) aus und empfahlen die Wahl Hilberts, während Stange von Grünen, Linke und Piraten unterstützt wurde. Hilbert gewann den zweiten Wahlgang am 5. Juli 2015 mit 54,2 % der gültigen Stimmen bei einer Wahlbeteiligung von 42,7 %. Am stärksten schnitt er in den am Stadtrand gelegenen Ortsteilen Schönfeld-Weißig, Weixdorf und Lockwitz ab (jeweils über 70 %), am schwächsten in der Äußeren Neustadt (16,3 %). Seine siebenjährige Amtszeit als Oberbürgermeister Dresdens trat er am 3. September 2015 an.
Am 28. Januar 2022 gab Hilbert seine erneute Kandidatur für die Wahl zum Oberbürgermeister am 12. Juni 2022 bekannt, wieder unterstützt vom Verein Unabhängige Bürger für Dresden. Im ersten Wahlgang bekam er mit 32,5 % die meisten Stimmen, verfehlte jedoch die absolute Mehrheit. Im zweiten Wahlgang konnte er sich am 10. Juli 2022 mit 45,3 % gegenüber seinen vier verbliebenen Mitbewerbern durchsetzen.

## Privates
Hilbert heiratete 2008 die südkoreanische Opernsängerin Su Yeon, mit der er einen Sohn hat. 2023 erfolgte die Trennung. Hilbert lebt in Pieschen.
Hilbert und seine Familie stehen seit 2016 unter Polizeischutz. Er hatte in einem Zeitungsinterview gesagt: „Es gibt immer noch Versuche, die Geschichte umzudeuten und Dresden in einem Opfermythos dastehen zu lassen. Dresden war keine unschuldige Stadt.“ Daraufhin erhielt er vermehrt Morddrohungen.

## Funktionen

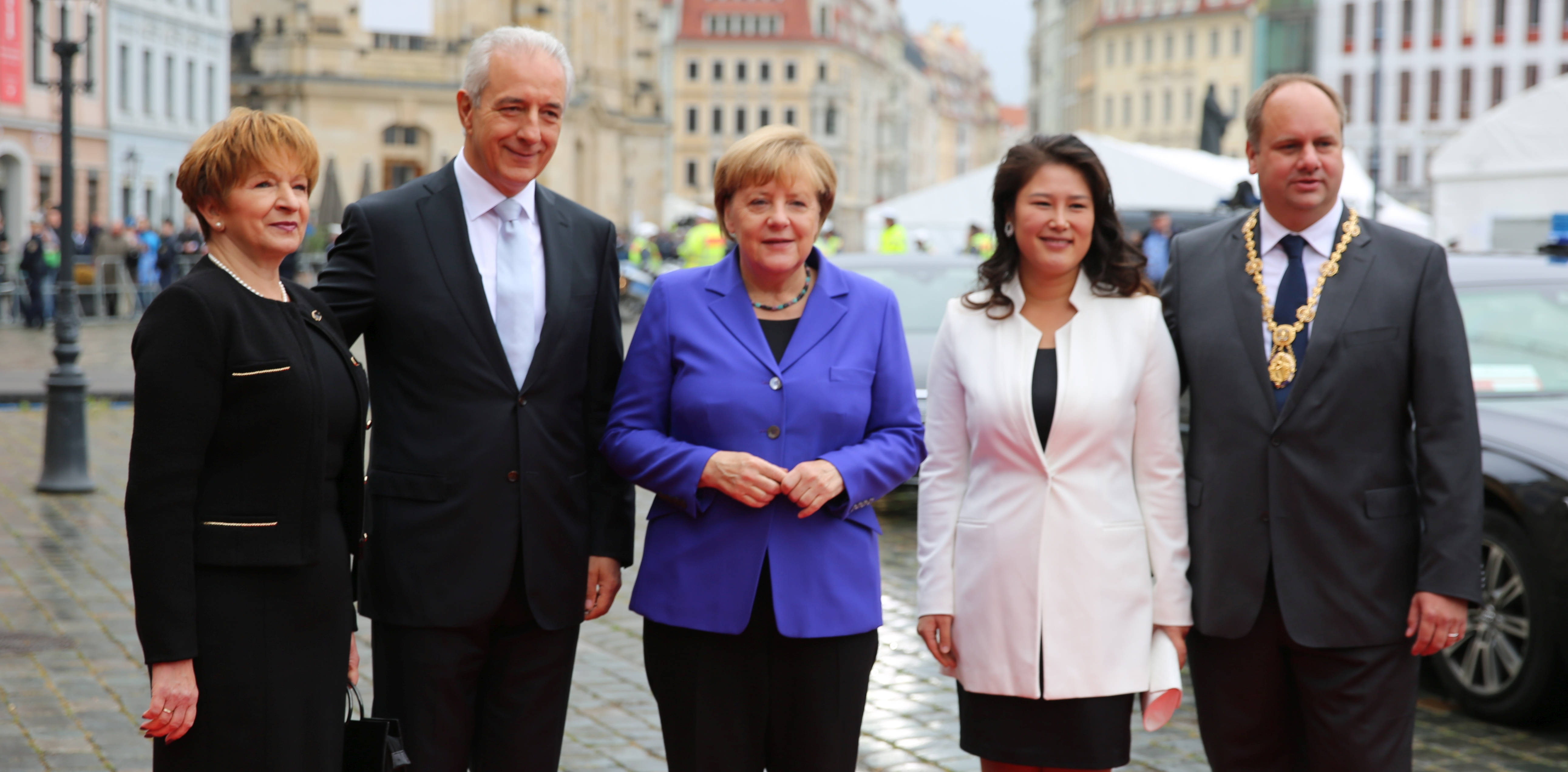
Angela Merkel (mittig) sowie Stanislaw Tillich (li.) und Dirk Hilbert (re.) jeweils mit ihren Frauen, am Tag der Deutschen Einheit 2016 in Dresden

- Mitglied des Verwaltungsrates der Ostsächsischen Sparkasse Dresden
- Aufsichtsratsvorsitzender der Dresdner Gewerbehofgesellschaft mbH
- Aufsichtsratsvorsitzender der DGI Gesellschaft für Immobilienwirtschaft mbH Dresden
- Vorsitzender der Gesellschafterversammlung des Technologiezentrum Dresden
- Beiratsmitglied des Güterverkehrszentrum Dresden
- Mitglied des Aufsichtsrates der Mitteldeutsche Airport Holding
- Kuratoriumsmitglied des Fraunhofer-Institut für Photonische Mikrosysteme (IPMS)
- Beiratsmitglied der Gesellschaft für Wissens- und Technologietransfer der TU Dresden
- Mitglied des Stiftungsrates zur Förderung der TU Dresden
- Förderndes Mitglied des Leibniz-Institut für Festkörper- und Werkstoffforschung
- Beiratsmitglied der TLG Immobilien
- Kuratoriumsmitglied des Internationalen Forums für Kultur und Wirtschaft
- Mitglied der Ausschüsse Wirtschaft und Europäischer Binnenmarkt und Umwelt beim Deutschen Städtetag
- Mitglied der Sprecher der öffentlichen Bank des Verwaltungsausschusses der Agentur für Arbeit
- Mitglied des Vorstandes des Citymanagement Dresden
- Stellvertretender Vorsitzender von Pro Dresden
- Vertreter der Stadt im Verein Silicon Saxony
- Mitglied bei International Friends Dresden e. V.
- Vorsitzender des Präsidiums der Euroregion Elbe/Labe

## Kritik
- Der Bund der Steuerzahler Sachsen kürte im November 2018 Dresdens Oberbürgermeister Dirk Hilbert zum Schleudersachsen 2018. Er war wegen seiner für einen Oberbürgermeister überdurchschnittlich vielen Dienstreisen ins In- und Ausland für den Negativ-Preis als Sachsens „Verschwender des Jahres“ nominiert worden. Hilbert war im Jahr 2017 insgesamt 72 Tage außerhalb seines Amtsgebietes unterwegs, etwa zehn Mal im Ausland. Die Reisen zuzüglich Arbeitsessen und Präsente kosteten die Stadt knapp 33.600 Euro.[11]
- Seit 2018 veranstaltet Hilbert jährlich die sogenannte 18er Party (auch „@nachtschicht_18“) im Dresdner Rathaus für alle in den jeweils vergangenen zwölf Monaten 18 Jahre alt gewordenen Bürger der Stadt.[12] Die Feier bzw. deren Finanzierung aus öffentlichen Mitteln wurde mehrfach kritisiert.[13] Das Rechnungsprüfungsamt stellte die rechtmäßige Vergabe der Veranstaltungen an Dienstleister fest.[14] 2025 wird die „bis zu knapp 190.000 Euro“ teure Veranstaltung ausgesetzt.[15]